# التنظيم الجماعي في الاتحاد السوفييتي

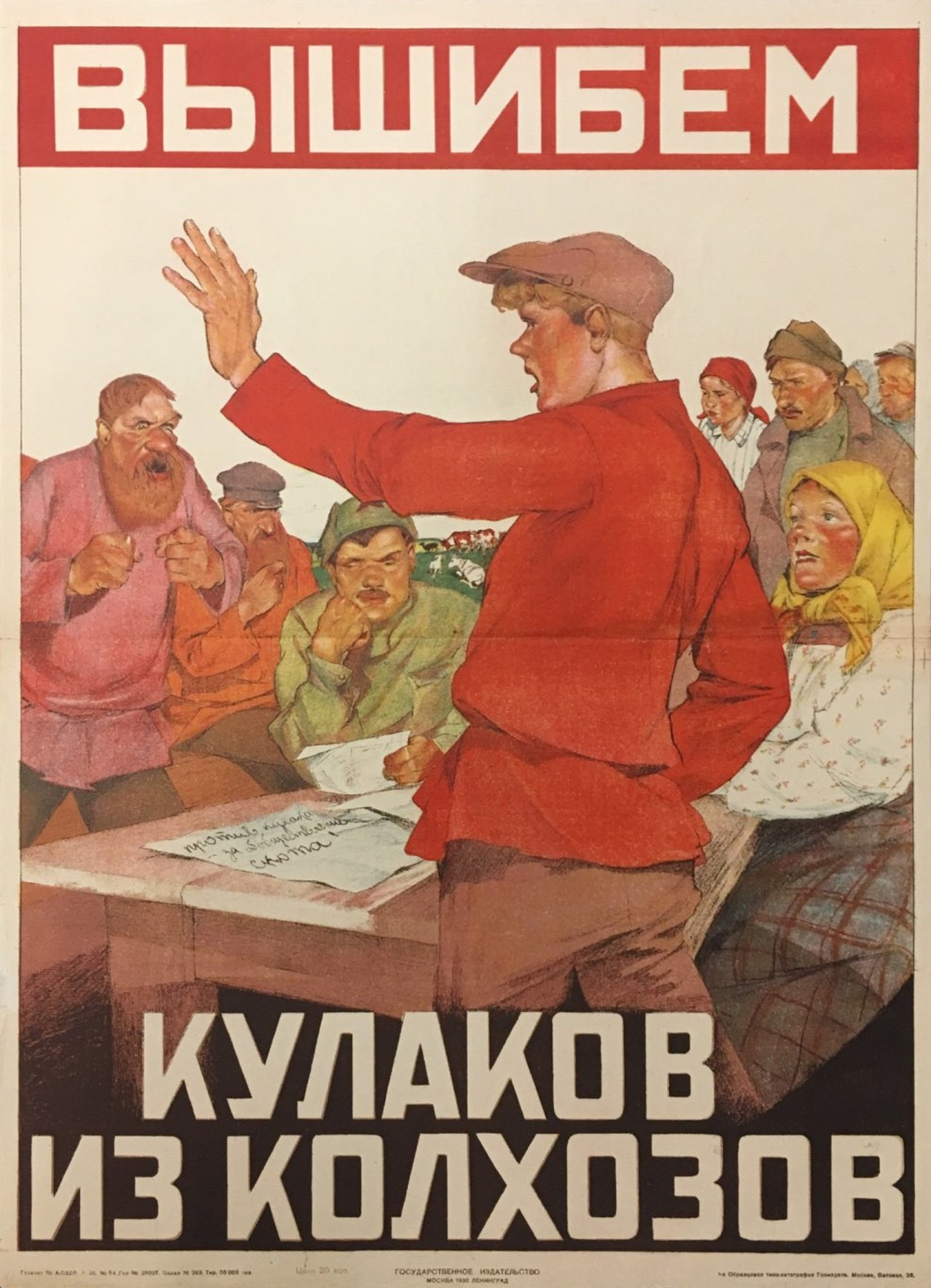

نفّذ الاتحاد السوفييتي التنظيم الجماعي على قطاعه الزراعي بين عامي 1928 و1940 أثناء فترة حكم جوزيف ستالين. بدأ ذلك ضمن مشروع الخطة الخمسية الأولى وكان جزءًا منها. تهدف السياسة إلى توحيد ملكية الأراضي الفردية والعمالة في مزارع خاضعة لسيطرة الدولة، وتسيطر عليها بشكل جماعي مثل مزارع كولخوز وسوفخوز. توقعت القيادة السوفييتية بكل ثقة أن يؤدي استبدال المزارع الريفية الفردية بأخرى جماعية إلى زيادة كل من الإمدادات الغذائية لسكان المدن على الفور وامدادات المواد الخام للصناعات التحويلية والصادرات الزراعية. نظر المخططون إلى الزراعة الجماعية باعتبارها حلًا لأزمة التوزيع الزراعي (لا سيما إمدادات الحبوب) التي نشأت في عام 1927. تزايدت حدة هذه المشكلة مع استمرار الاتحاد السوفييتي في تنفيذ برنامجه الطموح للتحول الصناعي، وهو ما يعني ضرورة إنتاج المزيد من الغذاء لمواكبة الطلب في المناطق الحضرية.
في أوائل ثلاثينيات القرن العشرين، أصبح ما يزيد عن 91% من الأراضي الزراعية خاضعًا لنظام الملكية الجماعية بدخول الأسر الريفية إلى المزارع الجماعية بأراضيها ومواشيها وممتلكات أخرى. شهد عصر الزراعة الجماعية العديد من المجاعات، إذ كان التخلف التكنولوجي في اتحاد الجمهوريات السوفيتية الاشتراكية في ذلك الوقت سببًا للعديد من تلك المجاعات، إلا أن النقاد استشهدوا أيضًا بإجراءات معتمدة من جانب الحكومة. وتراوحت حصيلة القتلى التي أشار إليها الخبراء من 7 ملايين إلى 14 مليون حالة وفاة.

## خلفية
بعد إصلاح التحرر في عام 1861، تمكن الفلاحون من السيطرة على نحو نصف الأراضي التي زرعوها سابقًا، وبدأوا يطالبون بإعادة توزيع جميع الأراضي. منحت إصلاحات ستوليبين الزراعية بين عامي 1905 و1914 حوافز لإنشاء المزارع الكبيرة، إلا أن ذلك انتهى أثناء الحرب العالمية الأولى. لم تحقق الحكومة الروسية المؤقتة شيئًا يُذكر خلال أشهر الحرب العالمية الأولى القاسية، رغم مواصلة قادة روسيا وعدهم بالالتزام بإعادة التوزيع. انقلب الفلاحون ضد الحكومة المؤقتة ونظموا أنفسهم في لجان للأراضي، أصبحت اللجان قوة معارضة قوية إلى جانب كميونات الفلاحة التقليدية. وعندما عاد فلاديمير لينين إلى روسيا في السادس عشر من إبريل من عام 1917، وعد الشعب «بالسلام والأرض والقوت»، وبدا الأخيران وعدًا للفلاحين بإعادة توزيع الأراضي المصادرة وحصول كل عامل على حصة عادلة من الغذاء.
ألزمت سياسة برودرافيورستكا الفلاحين بتقديم فوائض المنتجات الزراعية بسعر ثابت، بيد أن ذلك كان أثناء فترة الحرب الشيوعية. عندما انتهت الحرب الأهلية الروسية، تغير الاقتصاد مع السياسة الاقتصادية الجديدة، وعلى وجه التحديد، سياسة برودنالوغ أو «ضريبة الغذاء». صُممت هذه السياسة الجديدة لإعادة إحياء الروح المعنوية بين المزارعين الغاضبين، ما أدى إلى زيادة الإنتاج.
لم تفعل الكميونات القائمة سابقًا، والتي أعادت توزيع الأراضي بانتظام، سوى القليل لتشجيع تحسين التقنية، وشكلت مصدرًا للسلطة خارج سيطرة الحكومة السوفييتية. ورغم أن فجوة الدخل بين المزارعين الأثرياء والفقراء سجلت نموًا في ظل السياسة الوطنية الجديدة، فإنها بقيت ضئيلة للغاية، غير أن البلشفية بدأوا باستهداف الكولاك الأثرياء، الذين اقتطعوا فوائد المنتجات الزراعية. من الواضح أن تحديد هذه المجموعة كان أمرًا صعبًا، إذ كان نحو 1% فقط من الفلاحين العاملين (التعريف الماركسي الأساسي للرأسمالية)، وكان 82% من سكان البلاد فلاحين.
أدت الحصص الصغيرة التي حصل عليها معظم الفلاحين إلى نقص الأغذية في المدن. ورغم عودة الحبوب تقريبًا إلى مستويات الإنتاج قبل الحرب، فإن المزارع الكبيرة التي أنتجتها للأسواق الحضرية  انقسمت. لم يهتم الفلاحون بالحصول على المال لشراء السلع المصنعة المبالغ في تسعيرها، واختاروا استهلاك منتجاتهم بدلًا من بيعها. ونتيجة لذلك، لم يشهد سكان المدن سوى نصف كمية الحبوب التي كانت متاحة لهم قبل الحرب. قبل الثورة، سيطر الفلاحون على 2,100,000 كم² فقط  مقسمة إلى 16 مليون من الممتلكات، لإنتاج 50% من الغذاء في روسيا واستهلاك 60% من إجمالي الإنتاج الغذائي. وبعد الثورة، سيطر الفلاحون على 3,140,000 كم² مقسمة إلى 25 مليون من الممتلكات، لإنتاج 85% من الغذاء، ولكن باستهلاك بلغ 80% مما زرعوا (أي أنهم استهلكوا نسبة 68% من الإجمالي).
لم يكن الحزب الشيوعي في الاتحاد السوفييتي فرحًا قط بقطاع الزراعة الخاصة، وكان ينظر إلى الزراعة الجماعية علاجًا أفضل للمشكلة. ادعى لينين أن «الإنتاج محدود النطاق يولد الرأسمالية والبرجوازية باطراد، يوميًا وكل ساعة، بقوة أساسية وبنسب كبيرة». فضلًا عن الأهداف الأيديولوجية، رغب جوزيف ستالين أيضًا بالشروع في تنفيذ برنامج للتصنيع الثقيل السريع، الذي تعين استخراج فوائض أكبر من القطاع الزراعي من أجل تغذية قوة العمل الصناعية المتنامية ودفع ثمن الواردات من الآلات (من خلال تصدير الحبوب). تتحقق الأهداف الاجتماعية والأيديولوجية عن طريق حشد الفلاحين في مشروع اقتصادي مشترك من شأنه توفير الخدمات الاجتماعية للشعب وتمكين الدولة. لم يكن تمويل التحول الصناعي الغرض الوحيد للتنظيم الجماعي فقط، وإنما كان أيضًا وسيلة للبلشفية لمهاجمة الكولاك والفلاحين إجمالًا. ارتاب ستالين من الفلاحين بصورة لا تُصدق، فنظر إليهم باعتبارهم تهديدًا رئيسًا للاشتراكية. لم يساهم تطبيق ستالين للتنظيم الجماعي في معالجة مشكلة نقص الحبوب فقط، وإنما قلقه الأكبر بشأن استعداد الفلاحين للتكيف مع نظام المزارع الجماعية وحيازة الدولة للحبوب. وكان ينظر إلى ذلك بأنه فرصة للقضاء على الكولاك باعتبارها طبقة بواسطة التنظيم الجماعي.

## أزمة عام 1928
أدى الطلب على مزيد من الحبوب إلى معاودة تقديم طلبات الشراء التي عورضت في المناطق الريفية. في عام 1928، بلغ العجز نحو مليوني طن من الحبوب التي اشتراها الاتحاد السوفييتي من الأسواق المجاورة. زعم ستالين أن الكولاك ادّخروا الحبوب المنتَجة. بينما كان المزارعون في الواقع يدّخرون الحبوب؛ لأن الأسعار كانت أقل من تلك التي في السوق. حاول ستالين أن يبدو وكأنه منحاز للفلاحين، إلا أن ذلك لم يقدم المعونة، واستاء الفلاحون إجمالًا من مصادرة الحبوب. بذل الفلاحون كل ما بوسعهم للاحتجاج على ما اعتبروه عمليات مصادرة غير عادلة. وعوضًا عن رفع السعر، تبنت اللجنة التنفيذية للحزب إجراءً طارئًا للاستيلاء على 2.5 مليون طن من الحبوب.
كانت مصادرة الحبوب سببًا في تثبيط الفلاحين وتقليل إنتاج الحبوب خلال عام 1928، ثم لجأت الحكومة مرة أخرى إلى طلبات الشراء، إذ استولت على قدر كبير من حبوب فلاحي الطبقة الوسطى إذ لم تكفِ الكميات التي كان بين أيدي «الكولاك». أرغم التأثير الذي خلفه ذلك على الفلاحين الفقراء على انتقالهم إلى المدن. انتقل الفلاحون بحثًا عن وظائف في الصناعة سريعة الاتساع. بيد أن هذا كان ذا أثر سلبي نوعًا ما لدى وصولهم؛ إذ جلب الفلاحون معهم عاداتهم من المزارع. عانوا مع الدقة في المواعيد وأبدوا نوعًا من أخلاقيات العمل السيئة، الأمر الذي أعاق قدرتهم على الأداء في أماكن العمل. في عام 1929، ولا سيما بعد تبني طريقة أورال السيبيرية لشراء الحبوب، انتشرت مقاومة مصادرة الحبوب واسعة على نطاق واسع مع وقوع بعض الحوادث العنيفة للمقاومة. كُدّست كميات هائلة من الحبوب (كان الدفن الطريقة الشائعة) وجرى نقل الحبوب بشكل غير قانوني.
في مواجهة رفض تسليم الحبوب، اتُخذ قرار في جلسة عامة للجنة المركزية عقدت في نوفمبر 1929 للبدء ببرنامج وطني للتنظيم الجماعي.